# Frank Rich
Frank Hart Rich Jr. (Washington, 2 giugno 1949) è un critico teatrale, opinionista, produttore televisivo, critico cinematografico e saggista statunitense.

## Biografia
Frank Rich nacque in una famiglia ebraica a Washington, figlio di un'immigrata russa e un rifugiato tedesco. Si avvicinò al giornalismo durante gli studi ad Harvard, quando era editore di The Harvard Crimson; ha conseguito la laurea magna cum laude in storia e letteratura statunitense nel 1971.
Durante gli anni settanta lavorò come critico cinematografico e televisivo per il Time, il New York Post e il New Times. Approdò al New York Times nel 1980 in veste di critico teatrale, mantenendo la posizione per i tredici anni successivi; Rich si affermò come uno dei più influenti critici teatrali statunitensi dell'epoca, guadagnandosi l'epiteto di "Butcher of Broadway" (il "macellaio di Broadway"), dato che una sua stroncatura poteva portare alla chiusura di uno show teatrale. Nel 1987 ottenne una candidatura al Premio Pulitzer per il miglior giornalismo di critica, un riconoscimento a cui fu nuovamente candidato nel 2005. Tra il 1994 e il 2011 continuò a lavorare per il New York Times come opinionista op-ed, occupandosi prevalentemente del rapporto tra i mass media e la politica. Nel 2006 scrisse una monografia edita da Penguin Books sul ruolo delle fake news nella politica statunitense.
Dal 2008 ha lavorato come consulente creativo per HBO, lavorando come produttore esecutivo per il documentario Six by Sondheim e per le fortunate serie televisive Veep - Vicepresidente incompetente e Succession; ciascuno dei tre i progetti gli valse la vittoria di un Peabody Award, ripettivamente nel 2013, nel 2017 e nel 2020. In veste di produttore esecutivo ha ottenuto dodici candidature e sei vittorie ai Premi Emmy, tre per Veep e tre per Succession.
È stato sposato con Gail Winston dal 1976 al divorzio nel 1987; la coppia ha avuto due figli, gli scrittori Nathaniel e Simon Rich. Nel 1991 si è risposato con Alex Witchel.

## Opere
- The Theatre Art of Boris Aronson. Knopf, 1987. ISBN 0-394-52913-8.
- Hot Seat - Theater Criticism for The New York Times, 1980–1993. Random House, 1998. ISBN 0-679-45300-8.
- Ghost Light - A Memoir. Random House, 2000. ISBN 0-375-75824-0.
- The Greatest Story Ever Sold — The Decline and Fall of Truth from 9/11 to Katrina. Penguin Press, 2006. ISBN 1-59420-098-X.

## Filmografia

### Produttore esecutivo
- Six by Sondheim, regia di James Lapine - film TV (2013)
- The Money, regia di David Milch - film TV (2014)
- Veep - Vicepresidente incompetente (Veep) - serie TV, 65 episodi (2012-2019)
- Mike Nichols - Un laureato a Hollywood (Becoming Mike Nichols), regia di Douglas McGrath - film TV (2016)
- Succession - serie TV, 39 episodi (2018-2023)
- Infiltrati alla Casa Bianca - White House Plumbers (White House Plumbers) - serie TV, 3 episodi (2023)
- The Regime - Il palazzo del potere (The Regime) - serie TV, 5 episodi (2024)